# Тъмна енергия
Тъмната енергия е предполагаем вид енергия, предложен за обяснение на някои наблюдения относно свръхнови звезди. Идеята за нея възниква през 1998 г., когато астрономи установяват, че наблюдаваните свръхнови са по-тъмни от очакваното, т.е. Вселената претърпява ускорено спрямо закона на Хъбъл разширение. Тази енергия, присъща на вакуума, е еквивалентна на космологичната константа от уравненията на Алберт Айнщайн. Определението „тъмна“ е дадено, тъй като няма известно за сега физическо обяснение за нейното естество. Изказани са мнения, че тя е излишно предположение, което може да отпадне при уточняване на астрономическите данни.
Обикновената материя и тъмната материя съставляват само 30% от критичната плътност – онова, което е необходимо, за да съществува вселената. Останалите 70% учените наричат тъмна енергия. Общата теория на относителността изисква допълнителните 70% да бъдат съставени от енергиен компонент с голямо отрицателно налягане. Природата на тази тъмна енергия остава една от най-големите загадки. Сред възможните решения на тази загадка са космологичната константа и квинтесенцията. Космологичната константа, въведена от Айнщайн представлява начин да се въведе антигравитация и притежава интересното свойство ефектите ѝ да нарастват с увеличаване на разстоянията.